# Tango (film, 1998)
Pour les articles homonymes, voir Tango.
Pour plus de détails, voir Fiche technique et Distribution.
Tango est un film hispano-argentin réalisé par Carlos Saura, sorti en 1998, dont le titre complet est Tango, no me dejes nunca. Il fut nommé à l'Oscar du meilleur film en langue étrangère. Carlos Saura en est le scénariste et le metteur en scène. Les protagonistes sont Miguel Ángel Solá et Mía Maestro. Cecilia Narova, Juan Luis Galiardo et Juan Carlos Copes y jouent des rôles de danseurs importants.
La photographie fut prise en charge par Vittorio Storaro et la musique composée par Lalo Schifrin. Le film sortit le 6 août 1998 en Argentine et le 25  septembre de la même année en Espagne. C'est le quatrième film argentin à avoir été nommé aux Oscar dans la catégorie meilleur film de langue non anglaise.

## Synopsis
L'histoire a lieu à Buenos Aires, comme le générique d'ouverture y insiste bien. Mario Suárez, un metteur en scène dans la force de l'âge, écrit un drame musical sur le Tango dans son appartement, plaintif depuis que sa compagne Laura l'a quitté.
Lors d'une soirée dans une milonga, alors qu'il conversait avec les financeurs de son projet et ses amis, un puissant et inquiétant homme d'affaires, Ángelo Larroca, lui présente sa jeune et belle amante, Elena, qu'il peut voir danser.
Ángelo demande à Mario d'accepter d'auditionner Elena. Dès qu'il la voit danser avec le maître de tango, Mario se sent ému par la jeune femme et lui propose le rôle principal de l'œuvre. Une histoire d'amour s'engage entre Elena et Mario mais Ángelo la fait suivre et finit par la menacer et lui ordonner de ne pas rompre avec lui, dans un mouvement violent tel que Mario les avaient éprouvés envers Laura avant l'arrivée d'Elena dans sa vie.
Les investisseurs ne sont pas satisfaits par le spectacle de certaines séquences de danse du projet de Mario, où la torture et la violente répression militaire d'années sombres est mise en scène. Ainsi, l’insatisfaction du principal investisseur est double : elle concerne le contenu de l’œuvre qu’il finance et sa rivalité avec le metteur en scène qui le prive de sa fiancée.
La résolution tragique du drame semble inévitable, mais après une ellipse narrative, la dernière scène montre comment l'attribution à Ángelo d'un petit rôle qu'il prend très au sérieux contribue à son évitement.
Les limites entre la réalité filmique et la fiction du drame musical s'amincissent : lors de la scène qui montre l'arrivée des immigrants en Argentine deux hommes rivalisent pour inviter à danser le personnage interprété par Elena. Elle est alors poignardée devant les yeux des deux rivaux réels (Mario et Ángelo) et c'est seulement peu à peu que le spectateur se rend compte que sa mort n'est qu'une représentation, la conclusion seulement du drame musical.

## Fiche technique
- Titre : Tango, no me dejes nunca
- Réalisation : Carlos Saura
- Scénario : Carlos Saura
- Décors : Emilio Basaldua, Marianna Sourrouille
- Costumes : Beatriz De Benedetto
- Photographie : Vittorio Storaro
- Son : Edgardo Alberto Rapetti
- Montage : Julia Juaniz
- Musique : Lalo Schifrin
- Production : José María Calleja, Carlos Mentasti, Luis A. Scalella
- Production associée : Luis Ángel Bellaba, Rainer Mockert, Carlos Rizzuti
- Coproduction : Alejandro Bellaba, Juan Carlos Codazzi
- Sociétés de production : Adela Pictures, Alma Ata International Pictures, Argentina Sono Film, Astrolabio Producciones, Beco Films, Hollywood Partners, Pandora Cinema, Saura Films, Terraplen Producciones
- Sociétés de distribution : 
  -  Argentine : Líder Films
  -  Espagne : Warner Bros.
  -  France : CIPA
- Pays d'origine :  Espagne,  Argentine
- Langue originale : espagnol
- Format : couleur — 35 mm — 2,35:1 (Univisium) —  son Dolby
- Genre : Drame
Film musical
- Durée : 115 minutes (Espagne), 126 minutes (Argentine)
- Dates de sortie :  
  - Argentine : 6 août 1998
  - Espagne : 25 septembre 1998
  - France : 18 novembre 1998

## Distribution
- Miguel Ángel Solá : Mario Suárez
- Cecilia Narova : Laura Fuentes
- Mía Maestro : Elena Flores
- Juan Carlos Copes : Carlos Nebbia
- Carlos Rivarola :  Ernesto Landi
- Sandra Ballesteros : María Elman
- Juan Luis Galiardo : Angelo Larroca
- Martin Seefeld : Andrés Castro